# Bradbury Motor Cycles
Bradbury Motor Cycles va ser un fabricant de motocicletes britànic amb seu a Oldham, Gran Manchester. Fundada el 1902, l'empresa es va dedicar inicialment a la fabricació de màquines-eina, màquines de cosir i bicicletes. Les primeres motocicletes Bradbury eren bicicletes amb motors Minerva extraïbles. Bradbury va continuar desenvolupant i produint una variada gamma de motocicletes monocilíndriques, V-twin i flat-twin. El 1912, la marca va llançar unes de les primeres motocicletes amb canvi de velocitats variable de la història. Tot i que la fàbrica va sobreviure a la Primera Guerra Mundial, va acabar tancant el 1924.

## Història

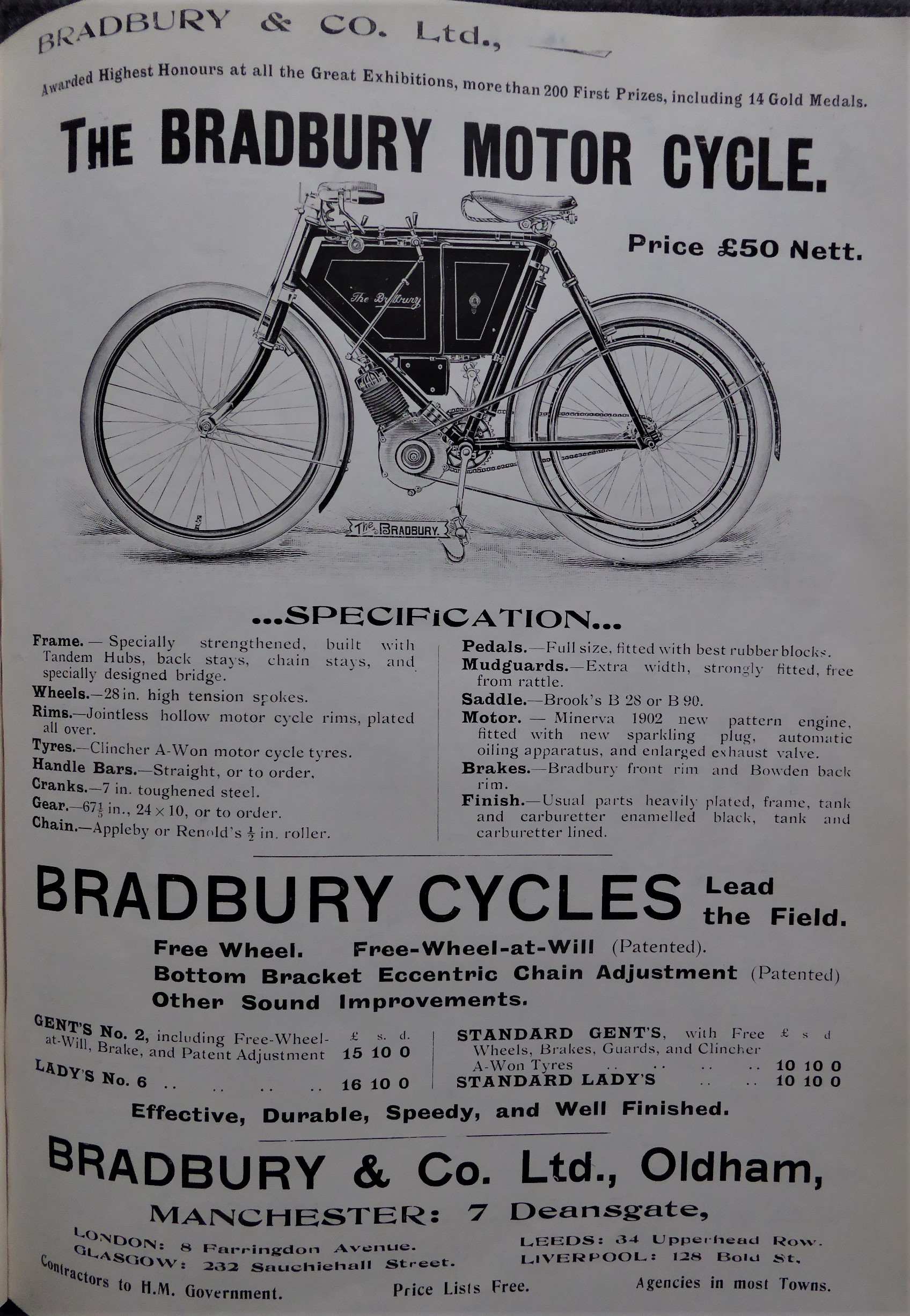
Publicitat de 1902

L'empresa es va establir el 1852 com a Bradbury & Co. i va ser el primer fabricant de màquines de cosir del Regne Unit i d'Europa. La primera bicicleta Bradbury va aparèixer ja el 1895, i la producció en continuà fins a, com a mínim, el 1914. L'empresa va començar a fabricar i comercialitzar motocicletes el 1902 amb el nom de Bradbury Motor Cycles. La seva primera motocicleta va ser una bicicleta equipada amb un motor Minerva extraïble d'1¾ hp (1,75 CV). El 1903 va començar a produir unes motocicletes amb motor de 2 CV que anomenà Peerless Motor Cycle ("motocicleta sense parió"), basades en un disseny de John Birch. El 1904, Bradbury va llançar una nova motocicleta de 2,5 CV amb un nou disseny de bastidor i el 1905 la seva motocicleta Peerless va guanyar una prova especial de regularitat de 1.000 milles (1.600 km).
El 1909 va aparèixer la motocicleta Bradbury de 3,5 CV, la qual es va anunciar com a "the finest hill climber (power for power) ever made" ("la millor per a pujar-hi turons -de la seva potència- mai fabricada)". El 1910, Bradbury Motor Cycles havia guanyat més de 300 primers premis, entre ells 18 medalles d'or en pujades de muntanya. Aquell any, Bradbury va desenvolupar els accessoris del model de 1909 i el 1911, va llançar els models Speed i Standard, aquest darrer amb pneumàtics antilliscants Dunlop i selló encoixinat. Aquell mateix any, 1911, H. Gibson i J. Eastwood van acabar amb una Bradbury la prova de regularitat End to End irlandesa de 630 km en 14 hores i 9 minuts i mig.
El 1912, la gamma es va ampliar amb la inclusió d'un model especial de luxe amb sidecar de vímet. El 1914, el motor monocilíndric de 3,5 CV es va apujar a 4 CV; se'n va llançar també un de nou, bicilíndric de tres velocitats, anomenat "Bradbury 6 hp three-speed twin V-Type 750 cc". El motor V-Type tenia els cilindres en un angle de 50° i la moto estava disponible amb fins a set versions de sidecar, des del Tradesman's Carrier per a comerciants fins a l'opció de luxe. També es va llançar el nou motor Bradbury 500 cc de 3½ CV bicilíndric, amb els cilindres oposats horitzontalment i equipat amb pedal d'engegada.

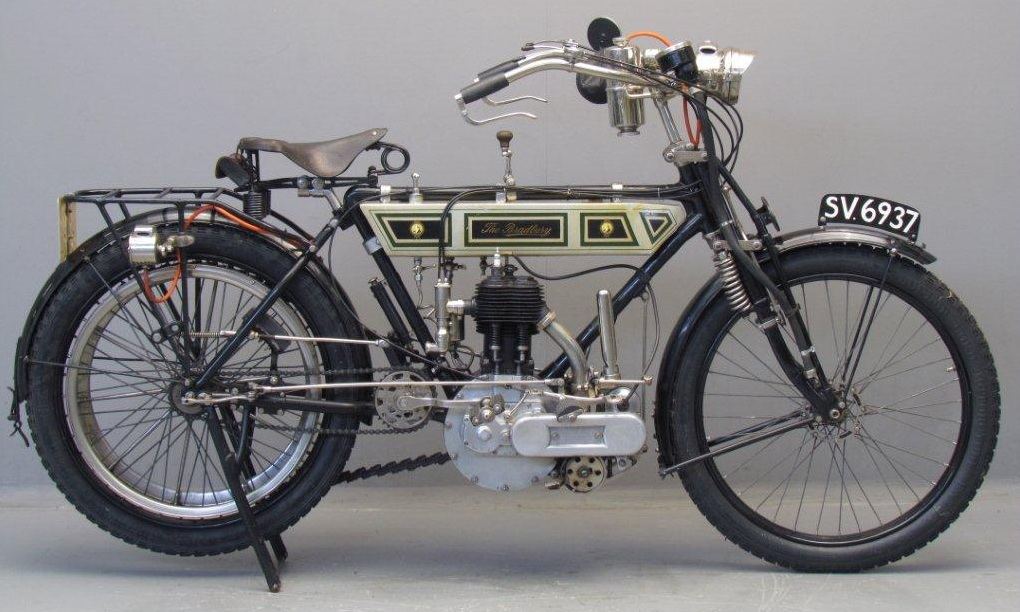
Una Bradbury 4 hp de 554 cc amb motor de vàlvula lateral (1912)

També el 1912, els pilots de Bradbury H. Gibson i G. Wray van completar una travessa de tota l'illa de Gran Bretanya, des de John o' Groats (Escòcia) a Land's End (Cornualla) -un total de 1.426 km- en 38 hores i 47 minuts, superant doncs de 2 hores l'anterior rècord per a moto amb sidecar.
El 1913, una Bradbury va guanyar el Campionat de Velocitat del Transvaal. Aquell any, algunes Bradbury van participar en els Sis Dies d'Escòcia de trial. A la prova de sis dies de Sheffield de 1914, el xassís d'una Bradbury 6 hp es va trencar i, com a conseqüència, la marca va ser exclosa de les proves del Departament de Guerra britànic. Tot i així, la companyia va subministrar a les autoritats navals motocicletes de 4 CV amb engranatge de contraeixos de 3 velocitats.
Després de la Primera Guerra Mundial, Bradbury va produir una gamma de motocicletes monocilíndriques de 554 cc de 4 CV, a més de bicilíndriques de 750 cc de 6 CV i una monocilíndrica de 350 cc de 2,75 CV. El 1922, la gamma es va redissenyar amb un nou bastidor i dipòsit de combustible i es va llançar una nova bicilíndrica en V de 996 cc amb sidecar opcional.
El 1922, R. E. Dicker va establir quatre rècords britànics i mundials a Brooklands amb una moto esportiva Bradbury de 6 CV. Les vendes van ser, però, lentes i la fàbrica de Bradbury va tancar el 1924.

## El Trofeu Muratti
El Muratti Trophy va ser presentat a la seu de la Motorcycle Union of Ireland, a l'Ulster, per B. Muratti Sons and Co Ltd., una coneguda marca de cigarretes amb seu a Manchester. El trofeu d'argent representa una figura alada amb una motocicleta Bradbury. James Stewart va guanyar la cursa tres vegades entre 1907 i 1909 i se li va concedir el trofeu. El 1987, Phillips de Pury & Company va subhastar el Trofeu Muratti per 12.000 lliures esterlines.